# Hjalmar Lagerborg
Carl Hjalmar Lagerborg, född 11 oktober 1842 i Uleåborg, död 29 januari 1910 i Helsingfors, var en finländsk ingenjör och ämbetsman.

## Biografi
Hjalmar Lagerborg var son till landshövding Robert Wilhelm Lagerborg och Karolina Sofia Margareta Virgin och bror till publicisten Robert Lagerborg. Hjalmar Lagerborg gifte sig 1870 med Gertrud Maria von Kothen. Han blev far till filosofen Rolf Lagerborg.
Lagerborg blev kadett i Fredrikshamn 1861. Han ägnade sig åt väg- och vattenbyggnad och blev en framgångsrik baningenjör vid de finska statsjärnvägarna. Han utnämndes 1887 till generalpostdirektör och omorganiserade det finska postväsendet.